# Psycho (filmová série)
Filmová série Psycho je pětidílná americká hororová série filmů, jejichž první snímek režíroval britský režisér a producent Alfred Hitchcock. Následně se dočkal dalších tří pokračování, včetně televizního spin-offu Batesův motel. V roce 1998 byl natočen stejnojmenný remake původního snímku.

## Seznam filmů
- Psycho
- Psycho II
- Psycho 3
- Psycho IV: Začátek
- Psycho (film, 1998)